# Vrsar
Vrsar (wł. Orsera) – miasto w Chorwacji, w żupanii istryjskiej, siedziba gminy Vrsar. Leży w zachodniej części półwyspu Istria. W 2011 roku liczyło 1771 mieszkańców.
Na terenie miejscowości znajdują się:
- kościół św. Marcina,
- kościół św. Foska,
- historyczna brama romańska.

## Miasta partnerskie
- Csurgó